# Поточна мрена
Мрена поточна (лат. Barbus meridionalis) је слатководна риба која припада фамилији Cyprinidae. 
- Латински назив: Barbus meridionalis
- Локални називи: сапача
- Макс. дужина: 25
- Макс. маса: 200
- Време мреста: од марта до јуна

## Опис и грађа
Мрена поточна има ваљкасто и издужено тело које се, од аналног отвора према репу, нагло се сужава. На леђима има бројне тамне мрље које досежу све до бочне линије. Боја тела јој је модрозеленкаста или тамномрка. Површина тела јој је доста љигава. 

## Навике, станиште, распрострањеност
Мрена поточна је распрострањена широм Европе, а спада у безопасне врсте које кратко живе и то искључиво у чистим, брзим и хладним водама, изнад песка и муља. Није ретка ни у региону липљана и пастрмке. Храни се ларвама и ситним рачићима, ретко инсектима.

## Размножавање
Мрена поточна се током једне године мрести у неколико наврата, што зависи од животних услова сваке воде понаособ. Сигурно је да на прво „свадбено путовање“, у горње делове потока, полази у рано пролеће. 